# Salosensaari (ö, lat 61,71, long 28,79)
Salosensaari är en ö i Finland. Den ligger i sjön Pihlajavesi och i kommunen Nyslott i  landskapet Södra Savolax, i den sydöstra delen av landet, 270 km nordost om huvudstaden Helsingfors. Öns area är 57,6 hektar och dess största längd är 1,5 kilometer i öst-västlig riktning.